# ورزشگاه الیجنت
ورزشگاه الیجنت (به انگلیسی: Allegiant Stadium) یک ورزشگاه گنبدنما در پارادایس، نوادا در ایالات متحده آمریکا است. این ورزشگاه به عنوان خانه برای اوکلند ریدرز در لیگ ملی راگبی و تیم دانشگاه نوادا، لاس وگاس در فوتبال کالجی عمل می‌کند.

## طراحی
معماری و طراحی این استادیوم به شکل مشخص، گنبدی‌نما است که از سقف‌های نورگذر مدرن بهره می‌برد.